# Mimomorpha
Mimomorpha is een kevergeslacht uit de familie van de boktorren (Cerambycidae). De wetenschappelijke naam van het geslacht werd voor het eerst geldig gepubliceerd in 1842 door Newman.

## Soorten
Mimomorpha omvat de volgende soorten:
- Mimomorpha clytiformis Newman, 1842
- Mimomorpha flavopunctata Breuning, 1980